# Sentimento anti-Québec
Sentimento anti-Québec (em francês: Sentiment anti-Québécois) é uma forma de preconceito expressa em relação ao governo, à cultura e/ou ao povo francófono de Quebec. Esse preconceito deve ser distinguido da crítica legítima à sociedade québécoise ou ao Governo de Quebec, embora a questão sobre o que qualifica como crítica legítima versus mero preconceito seja controversa. Quebec bashing é, por vezes, apresentado como crítica legítima à sociedade, ao governo ou às políticas públicas do Quebec.

## Ataques ao Quebec
A mídia de língua francesa em Quebec, particularmente a Quebecor, tem denominado o sentimento anti-Quebec como Quebec bashing — o que percebe como cobertura odiosa e anti-Quebec na mídia de língua inglesa. Cita principalmente exemplos da mídia anglo-canadense e, ocasionalmente, de outros países, muitas vezes com base em fontes canadenses. Alguns jornalistas e acadêmicos do movimento soberanista notaram que as representações desfavoráveis da província pela mídia aumentaram no final da década de 1990, após o fracassado referendo de 1995 sobre independência. O Quebec-bashing tem sido denunciado por muitos como desonesto, falso, difamatório preconceituoso, racista, colonialista, ou hate speech por muitas pessoas de todas as origens e cores políticas em Quebec.

## Temas
Francófonos de Quebec têm sido criticados por anglófonos de Quebec, que argumentam ser discriminados porque a lei exige que o francês seja a única língua de trabalho em grandes empresas desde 1977. A expressão pure laine ("pelo puro") para denotar quebequenses de ascendência francesa também tem sido citada como manifestação de atitudes discriminatórias. Pure laine foi caracterizada como expressão de exclusão racial em Quebec, mas contra-críticos afirmam que o termo está obsoleto e raramente é usado.
Críticos observam o baixo percentual de participação de minorias em qualquer nível dos serviços públicos de Quebec. Alguns esforços foram feitos para aumentar o percentual de minorias na Força Policial de Montreal e no serviço público de Quebec (como a Société de l'assurance automobile du Québec e o Ministério da Saúde e Serviços Sociais), mas são em grande parte franco-canadenses europeus.
Leis linguísticas em Quebec que promovem o uso do francês e restringem o uso do inglês são justificadas como necessárias para preservar e fortalecer o idioma francês na província. Critica-se que reforcem barreiras para não francófonos. A  fr (CPLF) e o Office québécois de la langue française (OQLF) foram fundidos em 2002 e aplicam a Carta da Língua Francesa; têm sido satirizados como a "polícia da língua". Criticam-se a aplicação das leis de sinalização — exigindo que o francês predomine sobre o inglês e outras línguas em placas comerciais. Anglófonos de Quebec se opõem fortemente a essas leis. Os servidores públicos do OQLF às vezes são comparados à Gestapo ou às "camisas-marrons".

## Contexto

### Contexto de Quebec
Quebec é uma província do Canadá com maioria francófona. Segundo o censo de 2016, 77,1% dos residentes citam o francês como língua materna exclusiva e 84,5% usam o francês como primeira língua oficial do Canadá. Em contraste, no restante do Canadá, 70,6% citam o inglês como língua materna e 86,2% afirmam ser capazes de conduzir uma conversação em inglês, enquanto apenas 29,8% afirmam poder manter uma conversa em francês, segundo o Statistics Canada.
Antes de 1763, a maior parte do território que atualmente compõe a Província de Quebec fazia parte da Nova França, colônia francesa na América do Norte. Após a derrota da França na Guerra dos Sete Anos, o território foi cedido à Grã-Bretanha e tornou-se colônia britânica denominada Província de Quebec. Foi unida com o futuro Ontário em 1840, e finalmente tornou-se província do Canadá em 1867 após a Confederação.[carece de fontes?]

#### Século XIX
Um movimento nacionalista quebequense surgiu na década de 1820 sob o Parti Patriote, que defendia maior autonomia dentro do Império Britânico e, às vezes, flirtava com a ideia de independência. A Rebelião do Baixo Canadá foi suprimida pelas forças governamentais ao mesmo tempo que uma rebelião similar entre Canadenses de língua inglesa no que é hoje Ontário. Após a supressão, o Quebec gradualmente tornou-se uma sociedade mais conservadora na qual a Igreja Católica ocupava posição de destaque.

##### Crise de conscrição de 1917
Em 1917, após três anos de guerra que supunha-se terminaria em três meses, as baixas foram muito altas e houve severa escassez de voluntários. O Primeiro-Ministro Robert Borden havia originalmente prometido não instituir a conscrição, mas acreditou ser necessária para vencer a guerra. A Military Service Act foi aprovada em julho, mas houve forte oposição, principalmente de franco-canadenses (liderados não apenas por Henri Bourassa, mas também pelo moderado Wilfrid Laurier). O governo de Borden quase colapsou, mas ele conseguiu formar um governo de União com a oposição liberal (embora Laurier não tenha se juntado). Nas eleições federais de 1917, o governo de União foi reeleito, mas sem apoio do Quebec. No ano seguinte, a guerra finalmente terminou, com poucos conscritos enviados para a França.

##### Crise de conscrição de 1944
A Crise de conscrição de 1944 foi uma crise política e militar após a introdução do serviço militar obrigatório durante a Segunda Guerra Mundial. Semelhante à crise de 1917, mas menos politicamente danosa.
Desde o início, a aceitação de unidades de franco-canadenses foi maior durante a Segunda Guerra Mundial do que na Primeira. Em 1914, a criação do 22.º Batalhão de Infantaria franco-canadense exigiu grandes manifestações e pressão política para superar o nojo do Ministro Sam Hughes à ideia. Mas na Segunda Guerra Mundial, maior aceitação das unidades franco-canadenses, bem como uso informal de sua língua, diminuiu a ferocidade da resistência do Quebec ao esforço de guerra.

##### Desde os anos 1950
A partir do final dos anos 1950 e na década de 1960, uma transformação social massiva em Quebec conhecida como Revolução Tranquila ocorreu. A sociedade quebequense tornou-se rapidamente mais secular, enquanto a Igreja Católica e o clero local perderam grande parte de seu poder. A maioria francófona economicamente marginalizada lentamente e pacificamente assumiu o controle da economia de Quebec, antes dominada pela minoria anglófona. Desenvolveu-se um novo movimento independente, juntamente com uma reafirmação da língua francesa, cultura e identidade únicas do Quebec. Surgiu um grupo terrorista, o Front de libération du Québec (FLQ), e também o pacífico Partido Québécois, partido político provincial com metas declaradas de independência e social-democracia. Com o tempo, o FLQ desapareceu, mas o PQ floresceu.
A assimilação cultural, destino dos francófonos do antigo Território da Luisiana nos Estados Unidos, é temida pelos canadenses de fala francesa. O francês foi discriminado por muito tempo no Canadá, mesmo em Quebec. O Partido Liberal do Quebec, liderado pelo Premier Robert Bourassa, aprovou a Lei de Língua Oficial (Bill 22) em 1974, que aboliu o inglês como língua oficial e tornou o francês a única língua oficial de Quebec. Em 1976, o Parti Québécois foi eleito e René Lévesque, importante figura da Revolução Tranquila, tornou-se premier. O PQ promulgou rapidamente a Carta da Língua Francesa (Bill 101). Muitas disposições da Carta expandiram a Lei de Língua Oficial de 1974. A lei linguística protetora proibiu a exibição pública de inglês, tornando obrigatórias as placas em francês; regulações que seriam posteriormente derrubadas por desafios judiciais. Um primeiro referendo sobre soberania foi realizado em 1980 sob a liderança de Lévesque. O lado SIM — a favor da separação — perdeu com 40,44% dos votos. Um segundo referendo ocorreu em 1995 com Lucien Bouchard, Jacques Parizeau e Mario Dumont como líderes. A campanha SIM perdeu por estreita margem, com 49,42% de apoio.
O historiador e sociólogo Gérard Bouchard, co-presidente da Comissão Bouchard-Taylor, sugeriu que os francófonos de Quebec ou de ascendência franco-canadense se consideram uma minoria frágil e colonizada. Apesar de formarem a maioria da população de Quebec, têm dificuldade em aceitar outros grupos étnicos como também quebequenses. Ele pensa que um Quebec independente com um mito fundador baseado em um "acte fondateur" daria aos québécois a confiança para agir com mais generosidade e incorporar todas as comunidades étnicas dispostas no projeto unificado.
Segundo pesquisa da Léger Marketing de janeiro de 2007, 86% dos quebequenses de origens étnicas não inglesas têm boa opinião da maioria etnicamente francesa. Ao mesmo tempo, anglófonos de Quebec, algumas minorias étnicas e anglophones fora de Quebec criticaram os francófonos devido à implementação do Bill 101. A lei foi contestada em tribunais, que às vezes exigem o uso de ambas as línguas oficiais do Canadá em Quebec.

### Contexto anglo-canadense
George Brown, um proeminente político de Canadá Oeste, Pai da Confederação e fundador de The Globe and Mail, disse antes da Confederação: "O que foi negado ao franco-canadismo? Nada. Ele barra tudo o que não gosta — extorque todas as suas demandas — e cresce insolente com suas vitórias." Enquanto Quebec perseguia uma identidade nacional distinta, o Canadá inglês tentou adotar o multiculturalismo. Pierre Trudeau foi primeiro-ministro durante grande parte do período de 1968 a 1984. Francófono que parecia ter certo apoio entre o povo quebequense até o início dos anos 1980, ele acreditava que o Canadá precisava abandonar a teoria das "duas nações" em favor do multiculturalismo e insistia em tratar todas as províncias como inerentemente iguais. Não queria conceder veto constitucional ou estatuto de sociedade distinta a Quebec. O professor Kenneth McRoberts da York University afirmou que o legado de Trudeau levou o "resto do Canadá" a compreender mal o nacionalismo quebequense. Opõe-se aos governos federal e de Quebec em questões de língua, cultura e identidade nacional. Em 1991, McRoberts argumentou que o efeito das políticas de bilinguismo oficial, multiculturalismo e da incorporação da Carta de Direitos e Liberdades canadense, juntamente com leis provinciales linguísticas em Quebec estabelecendo "a preeminência do francês dentro de seu próprio território", criou a aparência de Quebec tendo agido "de má-fé" em violação de "um contrato que havia feito com o Canadá inglês pelo qual o bilinguismo oficial seria a regra em todo o país."
Somado ao entendimento limitado de Quebec entre anglófonos canadenses, uma série de eventos em Quebec continuou a atrair críticas de jornalistas e anglófonos canadenses e levantar questões sobre as atitudes dos québécois em relação aos anglófonos, judeus e outras minorias em Quebec, algumas das quais foram discutidas acima. O discurso de concessão de Jacques Parizeau após o referendo de 1995, no qual ele culpou a derrota em "dinheiro e voto étnico", foi interpretado por alguns como referência tácita a estereótipos dos judeus, e gerou controvérsia que provocou desculpas de Parizeau no dia seguinte.[carece de fontes?] Em 2000, uma nova onda de críticas surgiu em consequência de comentários feitos sobre judeus por Yves Michaud, figura pública nacionalista proeminente de Quebec; foram interpretados por alguns como anti-semitas. Os comentários foram alvo de uma resolução rápida de denúncia da Assembleia Nacional. Contudo, o apoio aos comentários de Michaud por muitos outros soberanistas proeminentes levou à renúncia do Premier de Quebec Lucien Bouchard, que estava tentando construir uma abordagem mais inclusiva ao nacionalismo quebequense. Uma resolução municipal controversa de 2007 de Hérouxville sobre padrões de conduta e vestimenta considerados “apropriados” para a pequena comunidade foi citada como evidência adicional de xenofobia em Quebec e motivou uma comissão de inquérito do governo de Quebec (a Comissão Bouchard-Taylor).

## Exemplos

### Robert Guy Scully
Em 17 de abril de 1977, cinco meses após a primeira ascensão do Partido Québécois ao poder, o The Washington Post publicou um artigo de opinião intitulado “What It Means to Be French In Canada”, pelo jornalista Robert Guy Scully. Scully escreveu: “O Quebec francês é uma comunidade culturalmente empobrecida e insegura cuja existência é um acidente da história.” Descreveu a sociedade québécoise como incuravelmente “doente” e apontou a pobreza econômica na parte francófona de Montreal: “Ninguém gostaria de viver ali se não tivesse que…”
Esse artigo provocativo foi incluído na coletânea de ensaios In the Eye of the Eagle (1990), organizada por Jean-François Lisée. No capítulo “A Voiceless Quebec”, Lisée sugere que dar destaque a uma visão tão singular e pouco representativa da sociedade de Quebec deve-se, em parte, à ausência quase total de uma voz québécoise nos serviços de notícias da América do Norte e ao grau assustador de ignorância da imprensa americana sobre o Quebec.

### Esther Delisle
Esther Delisle, estudante de doutorado em História na Université Laval, escreveu uma tese que discutia os escritos “fascistas” e antissemítas publicados por intelectuais e jornais líderes em Quebec na década anterior à Segunda Guerra Mundial. Ela publicou o livro The Traitor and the Jew (1992), baseado nesse trabalho, examinando artigos e crenças de Lionel Groulx, importante intelectual da história do catolicismo e nacionalismo franco-canadense. Groulx é figura reverenciada por muitos francófonos de Quebec, mas suas obras são raramente lidas hoje. Para separar suas atividades políticas e literárias de seu trabalho acadêmico, Groulx escreveu sob inúmeros pseudônimos artigos jornalísticos e romances. Em seu livro, Delisle alegou que Groulx, sob o pseudônimo Jacques Brassier, escreveu em 1933 em L'Action nationale:
Dentro de seis meses ou um ano, o problema judeu poderia ser resolvido, não apenas em Montreal, mas de uma ponta à outra da província de Quebec. Não haveria mais judeus aqui, exceto aqueles que pudessem sobreviver vivendo uns dos outros.
O Premier de Quebec Jacques Parizeau e inúmeros outros comentaristas rotularam seu livro de “Quebec bashing”. Seu trabalho recebeu mais cobertura de jornalistas de Quebec. Críticas foram levantadas tanto às suas conclusões quanto à sua metodologia. Dois dos professores de sua banca sentiram que problemas identificados não haviam sido corrigidos. Gérard Bouchard, da Université du Québec à Chicoutimi, apontou várias dezenas de erros, incluindo citações incorretas e referências não encontradas nas fontes citadas. Ele afirma que o texto do livro revela que Delisle não consultou diretamente algumas fontes.
Em 1º de março de 1997, no especial de capa intitulado Le Mythe du Québec fasciste (O Mito de um Quebec fascista), a revista L'actualité revisitou a controvérsia em torno da tese de Delisle e do livro. A edição também incluiu perfil de Groulx. Autores de ambos os artigos reconheceram o antissemitismo de Groulx e a atitude favorável da Igreja Católica Romana ao doutrinário fascismo nos anos 1930. Pierre Lemieux, economista e autor, escreveu: "O ataque da revista é muito enfraquecido por Claude Ryan, editor do Le Devoir nos anos 1970, declarando ter mudado de opinião e se aproximado da interpretação de Delisle após ler seu livro."
No entanto, a mesma revista fez uma afirmação, nunca comprovada, de que Delisle teria sido subvencionada por organizações judaicas. A alegação foi repetida na TV por ex-ministro do PQ Claude Charron, ao introduzir em 2002 a exibição na Canal D do documentário Je me souviens, de Eric R. Scott, sobre o livro de Delisle. Indignados com o que chamaram de falsidade absoluta, Scott e Delisle pediram à Canal D que retransmitisse o documentário, pois a introdução era considerada difamatória e imprecisa.
Referindo-se a Groulx e ao jornal Le Devoir, Francine Dubé escreveu no National Post em 24 de abril de 2002 que "as evidências desenterradas por Delisle parecem não deixar dúvidas de que ambos eram antissemitas e racistas." Em 2002, o Montreal Gazette destacou "o antissemitismo e simpatias pró-fascistas comuns entre a elite francófona da província (Quebec) nos anos 1930."

### Mordecai Richler
O renomado autor de Montreal Mordecai Richler escreveu ensaios denunciando como racismo, tribalismo, provincialismo e antisemitismo entre políticos nacionalistas de língua francesa em Quebec, notadamente em artigo de 1991 na The New Yorker e no livro Oh Canada! Oh Quebec! (1992). Sua descrição negativa de algumas políticas do governo de Quebec recebeu cobertura internacional, onde francófonos eram menos ouvidos que anglófonos. Richler foi fortemente criticado em Quebec e, em certa medida, por canadenses anglófonos.
Ele comparou escritores nacionalistas do jornal Le Devoir dos anos 1930 a propagandistas nazistas de Der Stürmer e criticou o político René Lévesque diante de audiência americana. Richler também criticou Israel e era visto como um "refunfuñão" em círculos literários.
Alguns comentaristas, dentro e fora de Quebec, acharam que a reação a Richler foi excessiva e às vezes racista. Por exemplo, um québécois interpretou incorretamente sua passagem dizendo que a Igreja Católica tratava mulheres franco-canadenses como "porcas" e afirmou que Richler havia chamado mulheres de Quebec de "porcas." Outros québécois aclamaram Richler por sua coragem e por atacar ortodoxias da sociedade de Quebec; ele foi descrito como “o mais proeminente defensor dos direitos dos anglófonos de Quebec.”

### Don Cherry
Don Cherry, comentarista do programa Hockey Night in Canada, fez alguns comentários interpretados por muitos québécois como ataques ao Quebec. Em 1993, disse que os anglófonos de Sault Ste. Marie “falam o bom idioma.” Durante os Jogos Olímpicos de Inverno de 1998, chamou separatistas de Quebec de “chorões” após MPs do Bloc reclamarem de muitas bandeiras canadenses na vila olímpica. Disse que Jean-Luc Brassard não deveria ser porta-bandeira por ser “um francês que ninguém conhece.” Em 2003, após torcedores em Montreal vaiaram o hino americano, disse em programa nos EUA que “verdadeiros canadenses não sentem o que sentem em Quebec.” Em 2004, criticando viseiras, afirmou que “a maioria dos caras que as usa são europeus ou franceses!”
Políticos de esquerda, grupos de defesa da língua francesa e comentaristas da mídia de Quebec criticaram Cherry e a CBC Television diversas vezes. Em 2004, a CBC colocou o segmento Coach's Corner de Cherry em atraso de sete segundos para revisar comentários e prevenir incidentes futuros.

### Nomeação de David Levine
Em 1998, David Levine, ex-candidato pelo Parti Québécois, foi nomeado chefe do recém-amalgamado Hospital de Ottawa. A nomeação foi criticada no Canadá anglófono porque Levine havia sido separatista, algo considerado irrelevante para seu desempenho como administrador hospitalar. A controvérsia terminou quando a diretoria do hospital recusou-se a recuar, e o Primeiro-Ministro Jean Chrétien defendeu a liberdade de pensamento em sociedade democrática, com apoio do sindicato, do Partido Liberal do Quebec e de resolução da Assembleia Nacional de Quebec.

### Barbara Kay
Em 6 de agosto de 2006, líderes do Parti Québécois e do Québec solidaire participaram de um comício em apoio ao Líbano durante o Conflito Israel-Líbano de 2006. O comício foi anunciado como por "justiça e paz", mas a jornalista Barbara Kay descreveu-o como "virulentamente anti-Israel." Três dias depois, Kay publicou "The Rise of Quebecistan" no National Post, alegando que políticos franco-canadenses haviam apoiado terrorismo, Hezbollah e anti-Semitismo para obter votos de canadenses de conveniência. O Conselho de Imprensa de Quebec condenou o artigo de Kay por "provocação indevida" e "generalizações propícias a perpetuar preconceitos."

### Jan Wong
Em 13 de setembro de 2006, ocorreu o tiroteio no Dawson College em Westmount, Quebec, resultando em duas mortes, incluindo o atirador. Três dias depois, o jornal nacional The Globe and Mail publicou um artigo de capa por Jan Wong intitulado "Get under the desk." No artigo, ela vinculou todos os três tiroteios escolares das últimas décadas em Montreal — incluindo os de 1989 na École Polytechnique e de 1992 na Universidade Concordia — ao suposto sentimento de alienação provocado pela “décadas-longas luta linguística.”
Vários jornalistas de Quebec denunciaram o artigo de Wong. Michel Vastel, francês nativo, escreveu em seu blog para L'actualité que o artigo era “racismo enganoso” com interpretação “repugnante.” André Pratte de La Presse também condenou o artigo. Um editorial do La Presse declarou: jornalistas Michel C. Auger de Le Journal de Montréal, Michel David e Michel Venne (soberanista) de Le Devoir, Alain Dubuc, Vincent Marissal, Yves Boisvert e Stéphane Laporte de La Presse, Josée Legault (soberanista) de The Gazette, Jean-Jacques Samson de Le Soleil, o militante soberanista e autor Patrick Bourgeois de Le Québécois, Gérald Leblanc, jornalista aposentado de La Presse e Joseph Facal, colunista do Journal de Montréal e ex-ministro do Parti Québécois.
Em 21 de setembro de 2006, o The Globe and Mail publicou um editorial sobre o caso. Chamando a controvérsia de “pequeno alvoroço”, defendeu o direito da jornalista de questionar tais fenômenos, a necessidade de “fazer perguntas difíceis e explorar caminhos desconfortáveis” e afirmou que ela apenas se perguntou se a marginalização e alienação dos três atiradores poderia estar associada aos massacres.

### Documentário Disunited States of Canada
Em 2012, o documentário "Disunited States of Canada" (Les États-Désunis du Canada) causou polêmica na mídia de Quebec ao registrar sentimentos anti-Quebec expressos por canadenses do Oeste e pela mídia de língua inglesa em geral. O trailer do filme, "No More Quebec", foi visto 100.000 vezes em apenas 24 horas e repercutido em mídias tradicionais e sociais. No documentário, québécois são chamados de "ladrões", "chorões" e "vermes."

### Debate da eleição federal de 2021
Em debate em língua inglesa durante a Eleição federal canadense de 2021, a moderadora Shachi Kurl perguntou ao líder do Bloc Québécois Yves-Francois Blanchet: “A senhora nega que Quebec tenha problemas com o racismo, mas defende legislações, como o projeto de lei 96 e o 21, que marginalizam minorias religiosas, anglófonos e alófonos.” Blanchet rebateu, descartando a pergunta como exemplo de Quebec-bashing, argumentando que pintava todos os québécois como racistas. OPremier François Legault, cujo governo introduzira as leis mencionadas, também descartou a pergunta como ataque a Quebec. A Assembleia Legislativa de Quebec condenou unanimemente a pergunta como “Quebec-bashing”. Por outro lado, críticos dos Bills 96 e 21 acusaram Blanchet e Legault de usar acusações de Quebec-bashing como distração para não defender peças legislativas discriminatórias.

## Reações

### Por mídia e figuras públicas anglófonas
Assim como a mídia francófona reage a alegações frágeis de Quebec-bashing, a grande mídia no Canadá inglês critica ataques virulentos ao Quebec e aos québécois. O Primeiro-Ministro canadense Stephen Harper foi particularmente crítico ao artigo de Jan Wong que vinculou o tiroteio no Dawson College a atitudes racistas de québécois. Críticos do “Quebec bashing” defendem que Quebec é, essencialmente, sociedade tolerante e inclusiva. Quando comentários de Harper sobre a inadequação do Bloc Québécois em coalizão liberal-NDP no final de 2008 foram rotulados pelo professor C.E.S. Franks da Queen's University como “retórica inflamatória e tendenciosa” em artigo no Globe and Mail de março de 2009, The Montreal Gazette respondeu apontando que imediatamente após os comentários de Harper, o jornal La Presse havia descartado acusações de que eram anti-Quebec. O jornalista anglófono Ray Conlogue denunciou a imprensa anti-Quebec.

### Alegações de racismo por canadenses de língua inglesa
O jornalista Normand Lester escreveu três volumes polêmicos de O Livro Negro do Canadá Inglês, nos quais são denunciados ataques ao Québec e listados atos de discriminação, racismo e intolerância contra pessoas que não eram anglo-saxônicas protestantes brancas. Os livros foram criticados por às vezes carecerem de boas referências, embora alguns fatos citados não sejam amplamente conhecidos no Canadá francês, ao contrário do Canadá inglês.
Lester observou: “Uma das características do discurso racista é demonizar o grupo condenado, atribuindo a si mesmo todas as virtudes, fingindo representar o universalismo, enquanto o grupo alvo do discurso de ódio é denunciado como mesquinho, e suas demandas, sem valor, antidemocráticas e intolerantes.” O livro contrapôs essa visão, documentando a história racista e antissemita do Canadá inglês. O autor argumentou que o Québec nunca foi mais antissemita do que o Canadá inglês. Destacou-se, sobretudo, as opiniões federalistas fervorosas do líder fascista Adrien Arcand e revelou-se pela primeira vez que seu antigo Partido Nacional-Social Cristão havia sido financiado pelo primeiro-ministro canadense R. B. Bennett e por seu Partido Conservador (veja R. B. Bennett, 1.º Visconde Bennett#Controvérsia). Lester afirmou que o partido fascista era tão marginal que jamais teria sido viável sem esse financiamento. Ele foi suspenso de seu cargo na Radio-Canada por publicar o livro. A organização é frequentemente acusada de viés nacionalista quebequense pelo Canadá anglófono, mas de viés federalista canadense pelo Québec francófono. Lester posteriormente renunciou.

### Queixas a fóruns internacionais por quebequenses
Organizações como a Sociedade de São João Batista (SSJB) costumam apresentar queixas formais sobre representações consideradas distorcidas. Em 1999, Guy Bouthillier, então presidente da SSJB, lamentou o fenômeno e apontou que o “direito à boa reputação” é um direito reconhecido na Carta de Direitos e Liberdades de Québec, inspirada pelas declarações internacionais de direitos humanos do pós-guerra. Em 1998, sob a liderança de Gilles Rhéaume, o Movimento Soberanista do Québec apresentou um memorando à Federação Internacional dos Direitos Humanos em Paris mencionando artigos de imprensa anti-Québec. Em 2000, Rhéaume enviou um memorando às Nações Unidas sobre “violações pelo Canadá dos direitos políticos dos quebequenses”, incluindo difamação na mídia. Ele também fundou a Liga Quebecense Contra a Francofobia Canadense explicitamente para defender-se dos ataques ao Québec.

### Petição contra a francofobia
A Sociedade de São João Batista de Montreal divulgou em 12 de dezembro de 2013 o relatório "Unidos Contra a Francofobia". Seus 101 coassinantes, incluindo Bernard Landry e Pierre Curzi, reforçaram a necessidade de combater a francofobia, observando que se trata de uma tendência crescente mundialmente, segundo a SSJBM. A petição denunciou diversos incidentes em que o Movimento Soberanista do Québec foi comparado ao regime nazista e criticou várias mídias em inglês e sites de redes sociais como Facebook, incluindo páginas recentes intituladas “Odeio Pauline Marois” (renomeada para “Abaixo de Pauline Marois”) e outra com o título “O desastre ferroviário de Lac-Mégantic foi hilário”.

## Debate
Exemplos de cobertura anti-Québec no Canadá inglês são reconhecidos por diversos falantes de francês do Québec, mas se esse fenômeno reflete uma opinião amplamente compartilhada pelos anglófonos canadenses é tema de debate. Chantal Hébert observou que comentaristas como Graham Fraser, Jeffrey Simpson e Paul Wells, mais favoráveis ao Québec, foram frequentemente convocados pela Mídia canadense desde o referendo de 1995. Ela também notou que Edward Greenspon, editor-chefe do The Globe and Mail, acabou defendendo um suposto episódio de “Quebec-bashing” em 2006, a coluna "Agache-se debaixo da mesa".
Graham Fraser, jornalista anglo-canadense conhecido por sua simpatia pelo Québec, moderou os dois lados. Escreveu: “Esse fenômeno (da francofobia anglo-canadense) existe, não tenho dúvida; li o suficiente de Alberta Report para saber que há pessoas que acreditam que o bilinguismo é uma conspiração contra os anglófonos canadenses para garantir empregos aos quebequenses — que são todos bilíngues, de qualquer forma... Já ouvi programas de rádio com participação popular suficientes para saber que esses sentimentos de medo e raiva não estão confinados ao oeste canadense. Mas não creio que esses preconceitos anti-francófonos dominem a cultura canadense.” Fraser, aliás, foi nomeado Comissário de Línguas Oficiais do Canadá em setembro de 2006.
Maryse Potvin atribuiu o debate sobre o Quebec-bashing à “obsessão com a identidade nacional que, de um lado, se articula em torno do reforço do Estado federal, da Carta e de uma versão mitificada do projeto multicultural canadense, e que, do outro lado, se baseia em uma lógica de vitimização ideológica e cristalização do projeto político”. Ela conclamou intelectuais, políticos e a mídia a enfatizarem os valores comuns entre as duas visões nacionais.

### Em inglês
- Linteau, Paul-André, René Durocher e Jean-Claude Robert. Quebec: a history 1867-1929 (1983).
- Potvin, Maryse (2000). «Some Racist Slips about Quebec in English Canada Between 1995 and 1998» (PDF). Canadian Ethnic Studies. XXXII (2): 1–26. Arquivado do original (PDF) em 25 de julho de 2011
- Wade, Mason. French Canadians, 1760-1967 (1968), capítulos 8, 10, 11, 12, 16.
- Waite, P.B. Canada 1874-1896 (1996).

### Em francês
- Guy Bouthillier. L'obsession ethnique. Outremont: Lanctôt Éditeur, 1997, 240 páginas ISBN 2-89485-027-1 (A Obsessão Étnica)
- Réal Brisson. Oka par la caricature: Deux visions distinctes d'une même crise, Septentrion, 2000, ISBN 2-89448-160-8 (Oka através de caricaturas: duas visões distintas de uma mesma crise)
- Daniel S.-Legault, "Bashing anti-Québec; uppercut de la droite", em VO: Vie ouvrière, verão de 1997, p. 4–7. (Anti-Quebec Bashing; um uppercut da direita)
- Sylvie Lacombe, "Le couteau sous la gorge ou la perception du souverainisme québécois dans la presse canadense-anglaise", em Recherches sociographiques, dezembro 1998 (A faca sob a garganta ou a percepção do soberanismo quebequense na imprensa anglo-canadense)
- Michel Sarra-Bourret, Le Canada anglais et la souveraineté du Québec, VLB Éditeur, 1995 (O Canadá inglês e a soberania do Québec)
- Serge Denis, "Le long malentendu. Le Québec vu par les intellectuels progressistes au Canada anglais 1970-1991", Montréal, Boréal, 1992 (O longo mal-entendido. O Québec visto pelos intelectuais progressistas no Canadá inglês 1970–1991)
- Serge Denis, "L'analyse politique critique au Canada anglais et la question du Québec", 1970-1993, em Revue québécoise de science politique, vol. 23, 1993, p. 171-209 (Análise política crítica no Canadá inglês e a questão do Québec)
- P. Frisko e J.S. Gagné, "La haine. Le Québec vu par le Canada anglais", em Voir, 18–24 de junho de 1998 (O ódio. O Québec visto pelo Canadá inglês)